# Malsujeto
Malsujeto és un grup musical de rock urbà valencià, format a Bunyol (Foia de Bunyol) l'any 1994. Fins 2005 portava el nom Chorra n'Rock. Després d'algun canvi en la composició de la formació, el grup s'estabilitza vers 1998, quan els cinc components –Taberner, Edu, Berny, Javi i Enrique– decideixen posar en marxa un nou projecte musical. Componen cançons amb una lletra crítica i compromesa amb la societat. La cançó «Todo es el mismo color» s'ha convertit en l'himne de La Tomatina, la gran festa popular de llur poble d'origen. El videoclip de la cançó «Vientos Salvajes», tret de l'àlbum La Armonía del Caos (2018), filmat per Alfonso Calza, va guanyar el concurs Neox Discover.

## Discografia
- En peligro de extinción (2004), gravat, mesclat i masteritzat en La Casa de Iñaki per Iñaki «Uoho» Antón i Beñat Aguirre. Amb la col·laboració de Roberto Iniesta en «La canción del oso marino».[4]
- Animal Salvaje (2005), gravat als estudis Soundluxe de Bunyol)
- Fuera de control (2008), gravat als estudis Soundluxe[2]
- Paraíso infierno (2012), gravat als estudis Soundluxe per Berny. Mesclat i produït per Taber. Amb la col·laboració de Poncho K i Ástrid Crone.[5]
- La Armonía del Caos (2018)[3]